# South Eleuthera
South Eleuthera (engelska: South Eleuthera District) är ett distrikt i Bahamas. Det ligger i den östra delen av landet, 120 km öster om huvudstaden Nassau.